# مونته‌وردی ماریتیمو
مونته‌وردی ماریتیمو (به ایتالیایی: Monteverdi Marittimo) یک کومونه در ایتالیا است که در استان پیزا واقع شده‌است.

## خصوصیات
مونته‌وردی ماریتیمو ۹۸٫۷ کیلومترمربع مساحت و ۷۳۱ نفر جمعیت دارد و ۳۶۴ متر بالاتر از سطح دریا واقع شده‌است.